# Западный ветер (картина Томсона)
«Западный ветер» (англ. The West Wind) — картина канадского художника Тома Томсона, написана в 1917 году и представляет собой живопись маслом на холсте размером 120,7×137,2 см. В настоящее время хранится в Художественной галерее Онтарио в Торонто. Созданный живописцем, образ одинокой сосны на картине приобрёл широкую известность, благодаря данной ему характеристике, как воплощению национального душевного склада канадцев. Полотно стало последним произведением художника, который в том же году утонул в возрасте тридцати девяти лет. По мнению некоторых искусствоведов картина осталась не завершённой.
В 1916 году Томсон написал эскиз к картине «Западный ветер», когда работал на пленэре в парке Алгонкин. Уже на готовом полотне он переместил сосну вправо, заменил менее определенную плоскость переднего плана сильно узорчатыми формами скалы и удалил мёртвую ветвь дерева с земли. Место нахождения оригинала, служившего моделью для художника, осталось не известным. Друг живописца Уинифред Трейнер полагал, что изображённый на картине пейзаж был написан с видов у озера Кедар в парке Алгонкин, некоторые считают, что это был вид у озера Гранд-Лейк в том же парке. Местные жители полагают, что на картине изображено место, которое находится на озере Кававеймог.
Как и другое своё полотно «Сосна Банкса», Томсон написал «Западный ветер», используя киноварь, что позволило ему в разных частях картины усилить контраст с зелёным. Таким образом живописец добился в работе ощущения «вибрации» и движения. Сосна на картине доминирует над композицией, не заслоняя панорамный вид, что выгодно подчёркивает, как сам образ, так и его абстрактное восприятие.
Дерево похоже на изящный «увеличенный бонсай». Фон усиливает эмоциональность композиции в стиле ар-нуво, что подчёркнуто изображением одинокого дерева на фоне воды и неба, словно символа романтического уединения. Ранний рецензент заметил в этом произведении Томсона тот же эффект, что и в «Сосне Банкса»: «[Эти] две самые известные картины... по существу представляют из себя проекты в стиле ар-нуво для квартиры, основным мотивом в каждом случае является извилистое кривое дерево... Однако, в обеих картинах отсутствует полная стилизации из-за бескомпромиссного обращения автора к природному объекту и канадским краскам, светящимся осенним краскам».
По словам Трейнера, Томсон не был удовлетворён своей работой, полагая, что плоские абстрактные формы передних скал и деревьев несовместимы с атмосферной концепцией фона. Однако для коллеги художника Артура Лисмера деревья в «Западном ветре» символизировали канадский национальный характер, как образец бесстрашного противостояния основам. Автор биографии живописца и куратор Джоан Мюррей, вначале критически относившаяся к картине, написала, что это выразительное полотно, резонирующее сообщением о погоде и ветре, по представлениям некоторых канадцев, выражает присутствие божественного в их стране. «Вид дерева, который будет стоять у врат небес, чтобы открыть двери царства».
Канадский клуб Торонто подарил картину «Западный ветер» Художественной галерее Торонто (ныне Художественная галерея Онтарио) вскоре после открытия музея. Библиотекарь Джордж Локк, член клуба, в дарственной речи, восхваляя достижения автора картины, сказал: «Томсону не нужны памятные доски, для объявления о своих достижениях... Он оставил нам работу, которая выражает нашу национальную жизнь — силу великой природной среды этой молодой земли».
В пятидесятую годовщину смерти Томсона канадское правительство удостоило его память серией марок, изображающих его работы, среди которых были «Западный ветер» и «Сосна Банкса». 3 мая 1990 года Почта Канады выпустила марку «Западный ветер. Том Томсон. 1917» в серии «Шедевры канадских произведений искусства». Марка была создана Пьер-Ивом Пеллетье на основе полотна «Западный ветер» (1917) Томаса Джона Томсона в Художественной галерее Онтарио в Торонто. Перфорированные марки стоимостью в 50 канадских долларов и размером 13х13,5 были напечатаны компанией «Эштон-Поттер Лимитед».